# Bleart Tolaj
Bleart Tolaj (Dečani, 7 febbraio 2000) è un calciatore kosovaro, attaccante del Ballkani.

## Carriera

### Club
Il 1º settembre 2018 si accasa tra le file dell'Hajduk Spalato firmando un contratto triennale.
Il 26 aprile 2019 fa il suo debutto con l'Hajduk Spalato II partendo da titolare nel match di 2.HNL vinto in casa del Hrvatski Dragovoljac (0-1).

### Nazionale
Nel 2020 ha giocato una partita con la nazionale kosovara Under-21.

## Palmarès

### Club

#### Competizioni nazionali
- Supercoppa del Kosovo: 1

Ballkani: 2023